# Papaver pygmaeum
Papaver pygmaeum es una especie de amapola de la familia Papaveraceae. Es nativa de América del Norte, y puede ser encontrada en Columbia Británica, Alberta, y Montana. Tiene una distribución estrecha alrededor de la intersección de las tres fronteras. Hay alrededor de 23 ocurrencias conocidas, principalmente en Montana, algunas en Alberta y una en Columbia Británica. Está presente en varias ubicaciones dentro del Parque nacional de los Glaciares.
Esta planta perenne produce un tallo de hasta 12 centímetros de alto a partir de una raíz primaria. Las hojas miden hasta 5 centímetros de largo. La flor mide unos 2 centímetros de ancho. Los pétalos son de color amarillo, naranja-rosa, o naranja con manchas amarillas. La fruta es una cápsula de pelo áspero de aproximadamente 1,5 centímetros de largo. Su floración ocurre entre julio y agosto.
Esta planta crece en hábitats de alta montaña en climas alpinos. Crece en terrenos pedregosos como taludes y campos de páramos.